# Joseph Imbert (médecin)
Pour les articles homonymes, voir Joseph Imbert et Imbert.

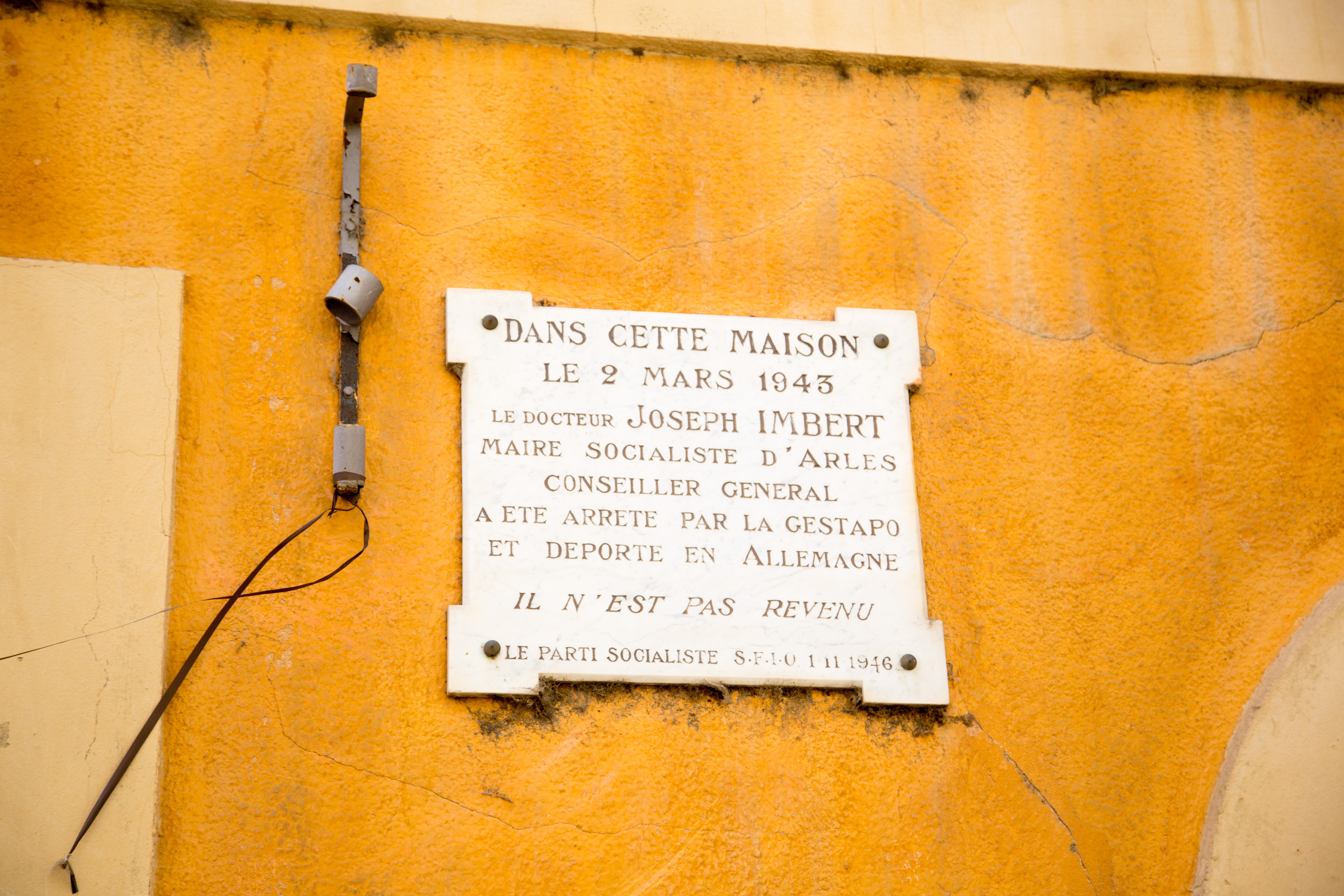
La maison de Joseph Imbert à Arles, France

Joseph Imbert, né le 13 août 1903 à Arles, fils de Lazare et Marie Souchon, est un résistant français, mort en déportation. Il était médecin de profession, et maire d'Arles de 1936 à 1939. Chef du groupe Libération dans la ville, il quittera Arles sous une fausse identité, afin de passer inaperçu devant les nazis qui avaient découverts son lien important avec la résistance, et qui, le sachant à l'hôpital, avaient tenté de le trouver. Ce fut l'un de ses collègues, un infirmier, qui lui donna des habits d'une vieille femme afin qu'il puisse quitter l'hôpital où il travaillait, avant qu'on ne trouve sa cachette (une armoire). Il tenta de fuir à Lyon afin de rejoindre un réseau de résistants plus important. Malheureusement, il est arrêté par les Allemands en son domicile le 2 mars 1943 et déporté. D’abord interné en tant que personnalité-otage au KL de Neue Bremm sous le protocole “Nuit et Brouillard” puis à la fin de ce protocole en 1944, transféré en commando de travail forcé aux camps de Buchenwald puis Nordhausen. Il est finalement mort à Mauthausen le 8 janvier 1945.

## Hommages
Depuis 1974, le nouvel hôpital d'Arles porte son nom. Une salle communale, une rue et une avenue appellent également à son souvenir. Il y a également dans l'Hôtel de ville d'Arles une plaque faisant hommage à sa bravoure et à celle d'un autre résistant arlésien.